# Каражар (Шортандинський район)
Каража́р (каз. Қаражар) — село у складі Шортандинського району Акмолинської області Казахстану. Входить до складу Бектауського сільського округу.
Населення — 67 осіб (2021; 102 у 2009, 134 у 1999, 198 у 1989).
Національний склад станом на 1989 рік:
- росіяни — 34 %.

До 1998 року село називалось Комсомольське.